# Alsórákos (Budapest)
Alsórákos Zuglónak a legnagyobb kiterjedésű külső városrésze a Rákos-patak mentén. Területén felváltva találhatók sűrűn lakott lakótelepek és családi házas területek.

## Fekvése
Határai a Madridi utca a Szent László úttól, MÁV körvasút, Vezseny utca, Vazul utca, Körvasút sor, Szolnoki út, Kerepesi út, Rákos-patak, Füredi utca, Nagy Lajos király útja, Teleki Blanka utca, Szegedi út, Tatai utca, Kámfor utca és a Szent László utca a Madridi utcáig.
A városrészt több forgalmas út is érinti vagy áthalad rajta, mint a Fogarasi út, a Mogyoródi út, a Füredi utca, a Kerepesi út, a Thököly út, a Nagy Lajos király útja. Szintén ebben a városrészben található a Bosnyák tér, illetve Rákosrendező vasútállomás is.

## Története
Eredeti neve „Alsórákosirétek” volt.